# شولكينا
شولكينا (بالأوكرانية: Щолкіне، بالروسية: Щёлкино، بلغة تتار القرم: Şçolkino)، هي مدينة تقع في شبه جزيرة القرم المتنازع عليها بين روسيا و‌أوكرانيا.
تشهد المنطقة منذ أوائل عام 2014 أزمة سياسية بعدما قامت القوات المسلحة الروسية ببسط سيطرتها على شبه الجزيرة، وأجرت استفتاء من بعده ضمت شبه الجزيرة إلى قوام روسيا الاتحادية والذي اعتبرته أوكرانيا ومعها المجتمع الدولي احتلال وتعدي على سيادة أوكرانيا ووحدة أراضيها.

## التسمية
تأسست المدينة عام 1978 وسميت على اسم كيريل شولكين، عالم الفيزياء النووية السوفيتي، العضو في أكاديمية العلوم في الاتحاد السوفيتي.

## الموقع الجغرافي

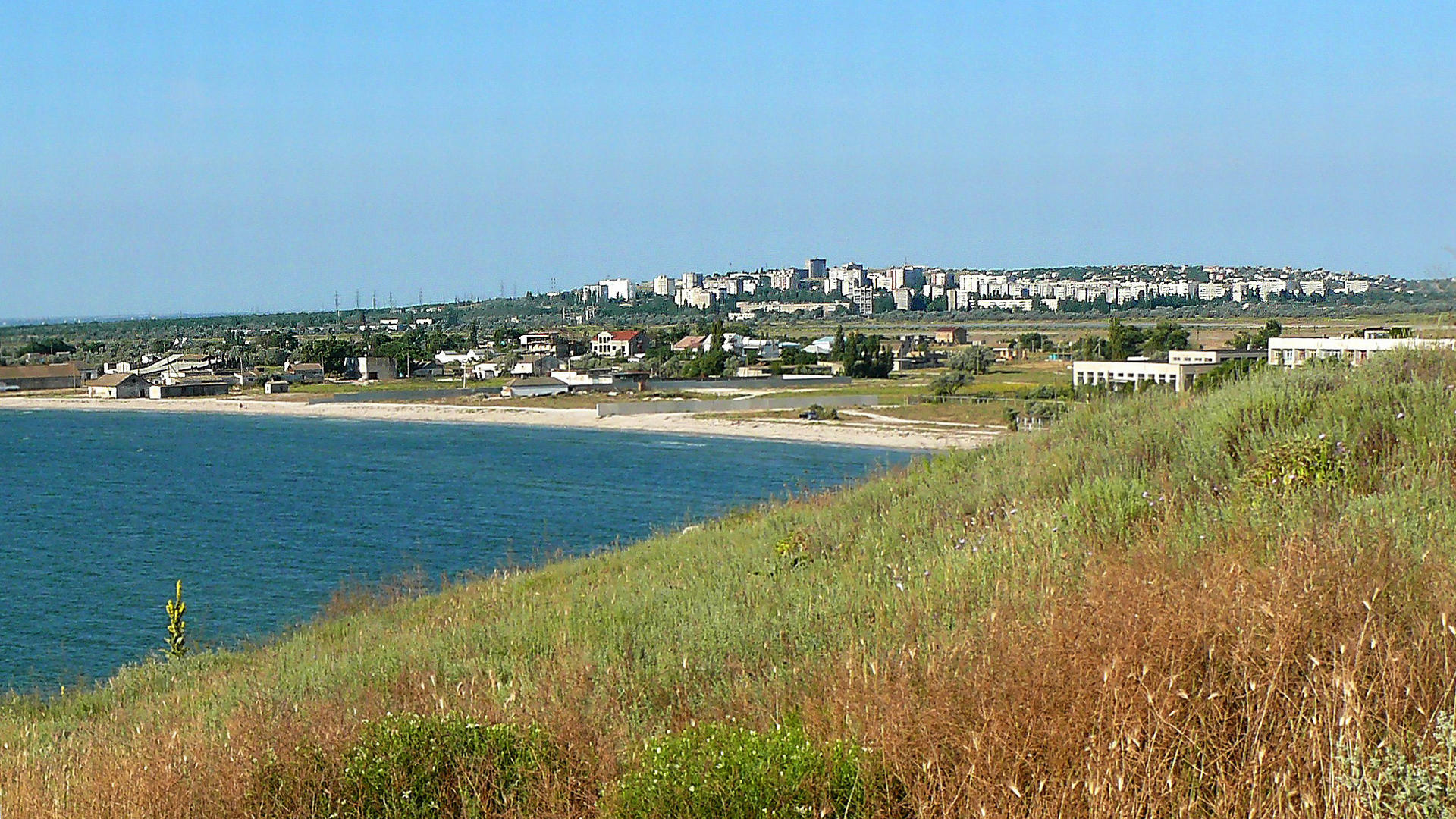
منظر لمدينة شولكينا من رأس كازانتيب

تقع المدينة شرق شبه جزيرة القرم، على بعد 75 كيلومترًا غرب كيرتش و 65 كيلومترًا شمال شرق فيودوسيا، على شاطئ بحر آزوف، بالقرب من رأس كازانتيب.

## الاقتصاد
لا توجد مؤسسات صناعية في المدينة. أساس الدخل المادي لسكان المدينة هو السياحة والتجارة مثل المقاهي والحانات والمؤسسات الترفيهية ومكاتب الرحلات والتجارة. حاليًا، تتطور المدينة كمنتجع على شاطئ البحر، وهناك العديد من المنازل الداخلية ومراكز الترفيه والفنادق.
يشتهر بحر آزوف القريب من المدينة بمحبي رياضة ركوب القوارب الشراعية وركوب الأمواج شراعيًا.

## وصلات خارجية
- الموقع الرسمي الروسي لمدينة شولكينا نسخة محفوظة 23 أغسطس 2020 على موقع واي باك مشين.

## مقالات ذات صلة
- ضم الاتحاد الروسي للقرم
- جمهورية القرم ذاتية الحكم
- أوكرانيا
- كراسنوبيريكوبسك